# Museo Dimitrios Demu
El Museo Dimitrios Demu es un museo ubicado en la ciudad de Lechería en el estado Anzoátegui de Venezuela. Inaugurado en 1999, su construcción fue financiada por el empresario Nicolás Demu, hermano de Dimitrios y diseñado por el arquitecto venezolano Fruto Vivas en honor al artista greco rumano venezolano Dimitrios Demu para exponer su obra y fomentar la cultura. El edificio tiene una forma poco convencional, similar a un ovni. Debido en parte a la obra del autor, el museo fue declarado patrimonio cultural de la ciudad.

## Historia
El museo fue diseñada por el arquitecto venezolano Fruto Vivas y costeada por el empresario Nicolás Demu, hermano de Dimitrios. Su construcción se llevó a cabo entre 1993 y 1997 y fue inaugurado en 1999 dos años luego de la muerte del artista. Tanto el museo como las obras fueron donadas por los hermanos Demu al estado Venezolano. El museo está construido en madera y granito, con vitrales y con un domo de aluminio. Demu lo llamó “El Ojo de Dios” por su fachada. Desde el año 2020 residentes y activistas de la ciudad han denunciado la construcción de edificaciones comerciales cercanas al museo por poner en riesgo su valor cultural.

## Colección
Entre las obras expuestas en el museo se encuentran esculturas, fotografías, maquetas y réplicas de menor escala de sus obras en la ciudad. La colección está compuesta por sus trabajos en Venezuela y en Europa, entre los cuales se encuentra una estatua bañada en oro de Stalin. La misma fue la maqueta de la estatua "Stalin sonriente" de 16 metros instalada en Bucarest en 1951 y derribada en 1962, la cual le generó a Demu tanto reconocimiento como persecución.

## Galería

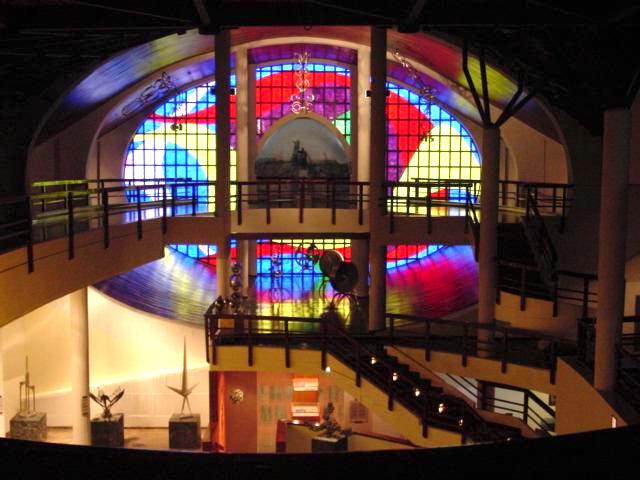
Vista Museo Dimitrios Demu
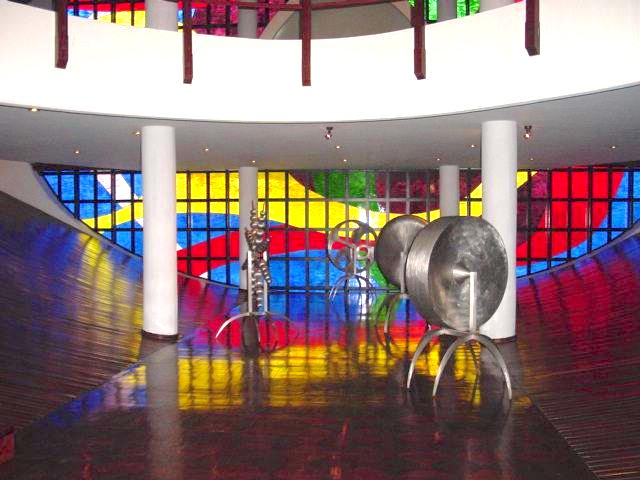
Vista Museo Dimitrios Demu
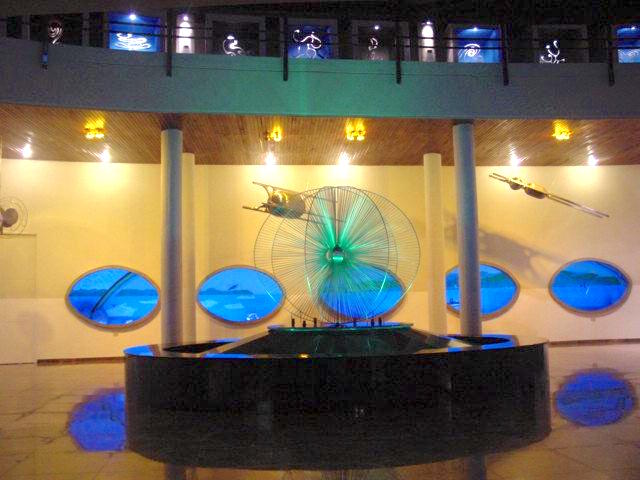
Vista Museo Dimitrios Demu
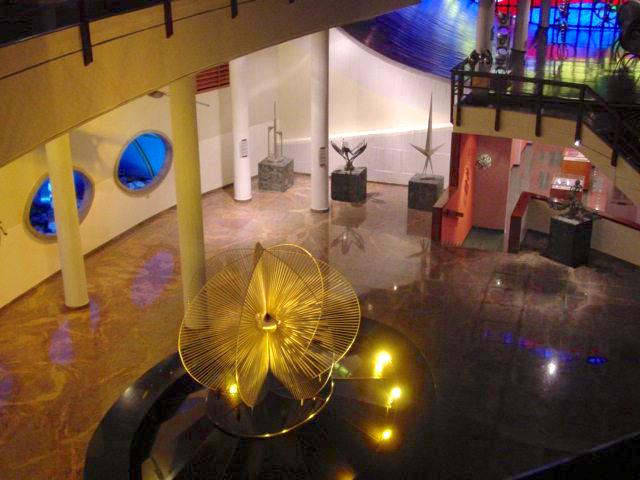
Vista Museo Dimitrios Demu
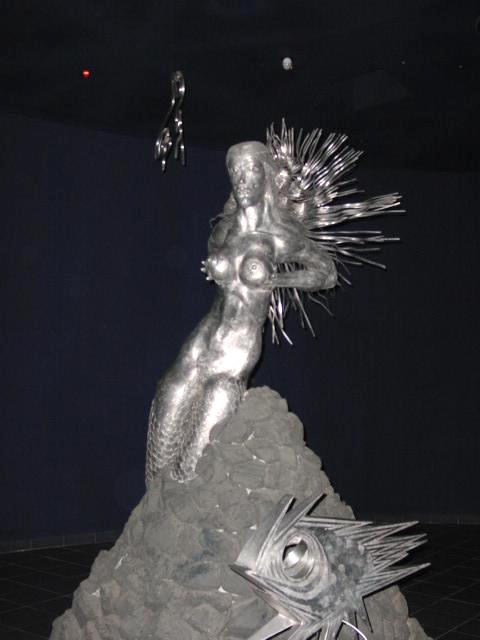
La Sirena, en Museo Dimitrios Demu
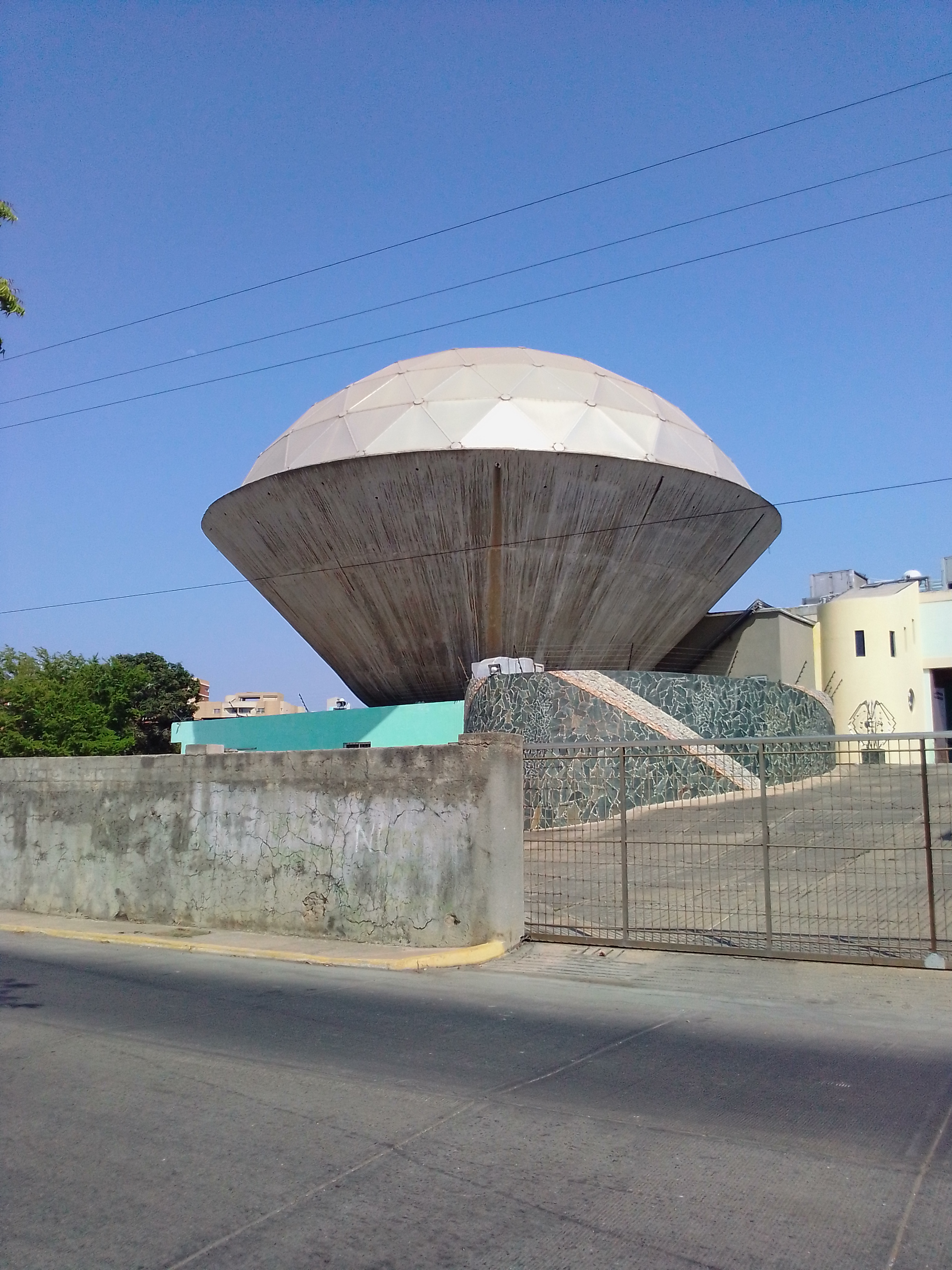
Museo Dimitrios Demu parte posterior